# Nantes Atlantique hockey glace
Le Nantes Atlantique hockey glace (NAHG), couramment appelé Corsaires de Nantes est un club français de hockey sur glace basé à Nantes en Loire-Atlantique.
L'équipe première évolue au deuxième niveau national (division 1) depuis 2013 et l'équipe réserve figure au quatrième niveau national (division 3).

## Historique
Le club est créé en mai 1984 à la suite de l'ouverture la même année de la patinoire du centre de loisirs du Petit Port. Il porte alors le nom du Nantes hockey glace jusqu'en 1994, puis le nom du Nantes Atlantique hockey glace. L'équipe est surnommée les « Corsaires de Nantes ».

### Découverte de l'élite 1992
Les Corsaires de Nantes évoluent en élite dans le championnat de Nationale 1 lors des saisons 1992-1993 et 1993-1994.

### Champion de France de D1 2024
À l'issue de la saison 2023-2024, les Corsaires de Nantes entraînés par Martin Lacroix sont sacrés Champion de France Division 1 face aux Éléphants de Chambéry.

## Palmarès
- Championnat de France Division 1 (1) : 2024.

## Bilans
| Saison    | Division     | Phases                                                                     | Résultats                                    | Classement final                                                  |
| --------- | ------------ | -------------------------------------------------------------------------- | -------------------------------------------- | ----------------------------------------------------------------- |
| 1984-1985 | Division 2   | Poule Bretagne-Sud Ouest                                                   | 4e/6                                         | 34e                                                               |
| 1985-1986 | Division 2   | Poule Bretagne-Sud Ouest Phase nationale zone Sud                          | 1er/5 3e/4                                   | 33e Relégué en Division 3 réforme du championnat                  |
| 1986-1987 | Division 3   | Poule Bretagne-Pays de la Loire Carré finale                               | 1er/6 2e/4                                   | 38e Monte en Division 2                                           |
| 1987-1988 | Division 2   | Poule Nord Poule de maintien                                               | 7e/7 1er/7                                   | 29e                                                               |
| 1988-1989 | Division 2   | Poule Nord Poule de maintien                                               | 7e/8 3e/7                                    | 31e                                                               |
| 1989-1990 | Division 2   | Poule B Poule de maintien                                                  | 4e/6 3e/8                                    | 32e                                                               |
| 1990-1991 | Division 2   | Poule B Poule de maintien                                                  | 5e/6 5e/8                                    | 34e                                                               |
| 1991-1992 | Division 2   | Poule Nord Poule finale                                                    | 1er/10 4e/6                                  | 22e Monte en Division 1, promu en LM réforme du championnat       |
| 1992-1993 | Ligue Magnus | Poule Nord Nationale 1C (poule de maintien)                                | 7e/8 5e/6                                    | 15e                                                               |
| 1993-1994 | Ligue Magnus | Poule C Nationale B (poule de maintien) Poule pour la 13e place            | 2e/4 6e/8 3e/4                               | 15e Relégué en Division 1 réforme de la LM (8 équipes)            |
| 1994-1995 | Division 1   | Poule Ouest Poule de maintien                                              | 8e/8 8e/8                                    | 24e Relégué en Division 2 réforme du championnat                  |
| 1995-1996 | Division 2   | Poule Ouest Poule Finale                                                   | 1er/6 3e/9                                   | 27e Monte en Division 1                                           |
| 1996-1997 | Division 1   | Poule de qualification Poule de maintien                                   | 11e/12 1er/4                                 | 21e                                                               |
| 1997-1998 | Division 1   | Poule Nord Poule finale Demi-finale Finale                                 | 2e/7 3e/8 Briançon Caen                      | 12e Vice champion de Division 1                                   |
| 1998-1999 | Division 1   | Poule Nord Poule finale                                                    | 4e/8 7e/8                                    | 18e                                                               |
| 1999-2000 | Division 1   | Poule Nord Poule de maintien                                               | 5e/8 2e/8                                    | 20e                                                               |
| 2000-2001 | Division 1   | Poule Nord Poule finale                                                    | 3e/8 5e/8                                    | 14e                                                               |
| 2001-2002 | Division 1   | Poule unique Quarts de finale                                              | 7e/14 Dijon                                  | 14e Rétrogradation volontaire à la suite des problèmes financiers |
| 2002-2003 | Division 2   | Poule sud Poule de maintien                                                | 5e/8 3e/8                                    | 42e                                                               |
| 2003-2004 | Division 2   | Poule nord Poule finale                                                    | 2e/7 6e/8                                    | 37e                                                               |
| 2004-2005 | Division 2   | Poule ouest Poule finale                                                   | 1er/8 3e/8                                   | 34e                                                               |
| 2005-2006 | Division 2   | Poule ouest Poule de maintien                                              | 6e/8 1er/8                                   | 39e                                                               |
| 2006-2007 | Division 2   | Poule sud Poule finale                                                     | 2e/8 5e/8                                    | 35e                                                               |
| 2007-2008 | Division 2   | Poule ouest Huitièmes de finale                                            | 5e/10 Dunkerque                              | 37e                                                               |
| 2008-2009 | Division 2   | Poule sud Poule de maintien                                                | 9e/10 1er/4                                  | 45e                                                               |
| 2009-2010 | Division 2   | Poule B Poule de maintien                                                  | 9e/10 2e/4                                   | 46e                                                               |
| 2010-2011 | Division 2   | Poule B Huitièmes de finale Quarts de finale                               | 4e/10 Wasquehal Annecy                       | 34e                                                               |
| 2011-2012 | Division 2   | Poule B Huitièmes de finale Quarts de finale                               | 3e/10 Rouen 2 Amneville                      | 33e                                                               |
| 2012-2013 | Division 2   | Poule B Division 2 Huitièmes de finale Quarts de finale Demi finale Finale | 1er/9 1er/18 Toulon Asnières Paris VF Cholet | 29e Vice champion de France Division 2 monte en division 1        |
| 2013-2014 | Division 1   | Division 1                                                                 | 9e/14                                        | 23e Maintien en Division 1                                        |
| 2014-2015 | Division 1   | Poule unique Quarts de finale                                              | 4e/13 Reims                                  | 18e Maintien en Division 1                                        |
| 2015-2016 | Division 1   | Poule unique Quarts de finale                                              | 8e/14 Nice                                   | 22e Maintien en Division 1                                        |
| 2016-2017 | Division 1   | Division 1                                                                 | 9e/13                                        | 21e Maintien en Division 1                                        |
| 2017-2018 | Division 1   | Division 1 Quarts de finale                                                | 4e/14 Tours                                  | 16e Maintien en Division 1                                        |
| 2018-2019 | Division 1   | Division 1                                                                 | 10e/14                                       | 22e Maintien en Division 1                                        |
| 2019-2020 | Division 1   | Division 1 Quarts de finale Demi finale                                    | 7e/14 Neuilly-sur-Marne                      | 18e Maintien en Division 1                                        |
| 2020-2021 | Division 1   | Division 1 Quarts de finale                                                | 3e/14 Marseille                              | 15e Maintien en Division 1                                        |
| 2021-2022 | Division 1   | Division 1 Quarts de finale Demi-finale                                    | 3e/14 Caen Cholet                            | 15e Maintien en Division 1                                        |
| 2022-2023 | Division 1   | Division 1                                                                 | 10e/14                                       | ?e Maintien en Division 1                                         |
| 2023-2024 | Division 1   | Division 1 Quarts de finale Demi-finale Finale                             | 1er/14 Cholet Dunkerque Chambéry             | ?e Champion de France Division 1 Maintien en Division 1           |

| Championnat              | Saisons | Matchs |
| ------------------------ | ------- | ------ |
| Ligue Magnus (1992-1994) | 2       | 50     |
| Division 1 (1994-2017)   | 10      | 303    |
| Division 2 (1984-2013)   | 19      | 450    |
| Division 3 (1986-1987)   | 1       | 16     |

### Résultats de l'équipe réserve
| Saison    | PJ | V  | D | N | BP  | BC | Pts | Classement | Séries éliminatoires                             |
| --------- | -- | -- | - | - | --- | -- | --- | ---------- | ------------------------------------------------ |
| 2013-2014 | 14 | 7  | 5 | 2 | 77  | 62 | 16  | 4e         | 8ede finale : Chiefs de Deuil-Garges 0-2         |
| 2014-2015 | 14 | 10 | 3 | 1 | 78  | 40 | 21  | 1er        | 8ede finale : Diables rouges de Valenciennes 1-1 |
| 2015-2016 | 14 | 14 | 0 | 0 | 115 | 35 | 40  | 1er        | 4ede finale : Chiefs de Deuil-Garges 0-2         |
| 2016-2017 | 14 | 13 | 1 | 0 | 113 | 24 | 39  | 1er        | 8ede finale : Champigny-sur-Marne 1-1            |

## Personnalités

### Joueurs
| No    | Nom                 | Nat. | Position       | Arrivée                                 |
| ----- | ------------------- | ---- | -------------- | --------------------------------------- |
| +034, | Pierre Pawelek      |      | Gardien de but | 2021 - Chevaliers du lac d'Annecy       |
| +031, | Valentin Duquenne   |      | Gardien de but | 2022 - Dragons de Rouen                 |
| +008, | Cameron Marks       |      | Défenseur      | 2021 - Bisons de Neuilly-sur-Marne      |
| +011, | Théo Lanvers        |      | Défenseur      | 2018 - Pionniers de Chamonix Mont-Blanc |
| +098, | Emmanuel Alvarez    |      | Défenseur      | 2022 - Drakkars de Caen                 |
| +032, | Cédric Custosse – C |      | Défenseur      | 2019 - Lions de Lyon                    |
| +040, | Edgar Protcenko     |      | Défenseur      | 2021 - Éléphants de Chambéry            |
| +058, | Mathieu Gagnon      |      | Défenseur      | 2021 - Albatros de Brest                |
| +018, | Bryan Sautereau     |      | Attaquant      | 2021 - Éléphants de Chambéry            |
| +020, | Tanguy Auger        |      | Attaquant      | 2019 - Boxers de Bordeaux               |
| +023, | Rémi Thomas         |      | Ailier         | 2022 - Aigles de Nice                   |
| +024, | Mathieu André – A   |      | Ailier         | 2020 - Diables rouges de Briançon       |
| +057, | Matthew Brenton     |      | Ailier         | 2018 - Étoile noire de Strasbourg       |
| +071, | Alex Ambrosio       |      | Centre         | 2021 -Univ Canisius                     |
| +077, | Bryan Ten Braak     |      | Ailier         | 2021 - Scorpions de Mulhouse            |
| +087, | Édouard Dufournet   |      | Attaquant      | 2014 - Étoile noire de Strasbourg       |
| +088, | Quentin Jacquier    |      | Centre         | 2021 - Albatros de Brest                |
| +090, | Tim Crowder         |      | Ailier         | 2021 - sans club                        |
| +044, | Noah Oswald – A     |      | Centre         | 2022- Scorpions de Mulhouse             |
|       | Théo Hébrard        |      | Attaquant      | Formé au club                           |
|       | Kylan Metzner       |      | Attaquant      | 2021 - Hormadi Anglet U20               |

### Entraîneurs successifs[6]
- 1984-1886 : Yves Fauchart
- 1986-1991 : Patrick Sawyerr (entraîneur)
- 1991-1994 : Thierry Holzer (entraîneur-joueur)
- 1994-1995 : Karl Goupil (entraîneur-joueur)
- 1995-1996 : Laurent Daudens (entraîneur-joueur)
- 1996-1998 : Vladimir Zoubkov (entraîneur-joueur)
- 1998-2000 : Dany Gelinas (entraîneur-joueur)
- 2000-2003 : François Dusseau (entraîneur)
- 2003-2005 : Laurent Barray (entraîneur)
- 2005-2010 : Dany Fortin (entraîneur-joueur)
- 2010-2016 : Claude Devèze (entraîneur)
- 2016-2017 : Sylvain Roy (entraîneur)
- 2017-2019 : Daniel Babka (entraîneur)
- Depuis 2019 : Martin Lacroix (entraîneur)

## Logos

Logo de 1994 à 2009
Logo depuis 2010